# Josipa Šupraha
Josipa Šupraha (Split, 9. lipnja 1991.) je hrvatska vaterpolistica i hrvatska reprezentativka. Igra u obrani. Studira menadžment u Stocktonu u Ohiju, SAD. Visine je 172 cm. Igra desnom rukom.
Sudjelovala je na EP 2010. kad su hrvatske vaterpolistice nastupile prvi put u povijesti. Te je sezone igrala za Buru.